# Caulastrocecis gypsella
Caulastrocecis gypsella is een vlinder uit de familie tastermotten (Gelechiidae). De wetenschappelijke naam is voor het eerst geldig gepubliceerd in 1893 door Constant.
De soort komt voor in Europa.